# Pulvinarisca jacksoni
Pulvinarisca jacksoni är en insektsart som först beskrevs av Robert Newstead 1908.  Pulvinarisca jacksoni ingår i släktet Pulvinarisca och familjen skålsköldlöss. Inga underarter finns listade i Catalogue of Life.